# أثر المكتبة
تأثير المكتبة (بالإنجليزية: Library effect) هو عملية جذب الزبون على أساس العدد الإجمالي للمنتجات المعروضة، حيث يتوفر في ذلك الموقع عدد كبير من السلع المختلفة والمتنوعة.

## سبب التسمية
تسمى بذلك عندما يكون هناك عدد كبير من وحدات بيانات التخزين أو منتجات متاحة للبيع مثل الكتاب، والموسيقى، وتذاكر الطيران، وترتيبات السفر، والعديد من المنتجات المتاحة على الشبكة ولكن ليس للسلع الفريدة من نوعها. حيث أن الشخص يفضل دائماً أن يتسوق في مخزن واحد فقط يحتوي على كل شيء، ولان هناك احتمال بأن يتمكن من الحصول على كل ما يريد في ذلك المخزن. فالاشخاص يفضلون زيارة المكتبة التي تحتوي على عشرة ملايين كتاب على واحدة مع بضع مئات من آلاف الكتب. فأثر المكتبة يطلق إذاً على الموقع ذو السلع الكثيرة المتعددة والمختلفة.

## أمثلة على أثر المكتبة
- Amazon.com: حيث أن عدد الكتب المعروضة للبيع في موقع Amazon هو ثلاث وعشرون مرة أكبر من عدد من الكتب وجدت في متاجر Barnes and Nobel النموذجية، وسبع وخمسون مرة أكبر من عدد الكتب التي توجد عادة في مكتبة مستقلة كبيرة. ولهذا فإن Amazon حجم عروضها أصبح جزء من صورة العلامة التجارية والتسويق والاتصالات من أجل تحصيل مبالغ إضافية، أي ان اسم موقع Amazon وجد من العدد الكبير لمبيعاتها.
- Netflix.com: حيث يبلغ عدد عناوين الأقراص الرقمية المعروضة للبيع في موقع Netflix أكثر من مائة ألف قرص رقمي وأيضاً هناك أكثر من خمس وخمسون مليون قرص رقمي معروض للبيع في مجال الأسهم. ولهذا فإن شركات تجارية مختلفة مثل شركة Sony وشركة Microsoft تعاقدت مع موقع Netflix من أجل العدد الكبير لمستخدمي هذا الموقع حيث يبلغ حوالي إحدى عشر مليون مستخدم في الولايات المتحدة فقط.

## فوائد أثر المكتبة
لأثر المكتبة فوائد كثيرة للزبائن والتجار لأن الزبائن على استعداد لدفع أسعار عالية للمنتجات والخدمات التي يعتبرونها متمايزة، حيث أن الزبائن حالياً على استعداد للتسوق عبر الإنترنت مقابل التسوق في المتاجر حيث تنوع المنتجات العالية، وعلى الرغم أنه في كثير من الحالات قد تكون الأسعار في المواقع أعلى بكثير من تلك المتوفرة في متاجر البيع بالتجزئة وذلك بسبب أن الزبائن سوف تدفع قسط اضافي على سبيل الراحة، وفي المقابل فسوف يكون هناك أرباح كبيرة للتجار.